# Calymmodon tehoruensis
Calymmodon tehoruensis är en stensöteväxtart som beskrevs av Barbara S. Parris. Calymmodon tehoruensis ingår i släktet Calymmodon och familjen Polypodiaceae. Inga underarter finns listade.